# Phylloxeroidea
Los filoxeroideos (Phylloxeroidea) son una superfamilia de hemípteros del suborden Sternorrhyncha estrechamente relacionada con los pulgones y tradicionalmente incluidos en Aphidoidea, que es el taxón hermano.  Las dos familias existentes son Adelgidae (incluida antigua familia Chermesidae o Chermidae) y Phylloxeridae, que incluye la filoxera de la viña, una grave plaga de la uva.
Engloba a los filoxeras y pulgones gallícolas de las coníferas. Son partenogenéticos ovíparos. Tienen de 3 a 5 artejos antenales, tarsos generalmente de dos artejos y dos uñas, nerviación reducida y sin polvillo céreo en las alas, y sin  cornículos.

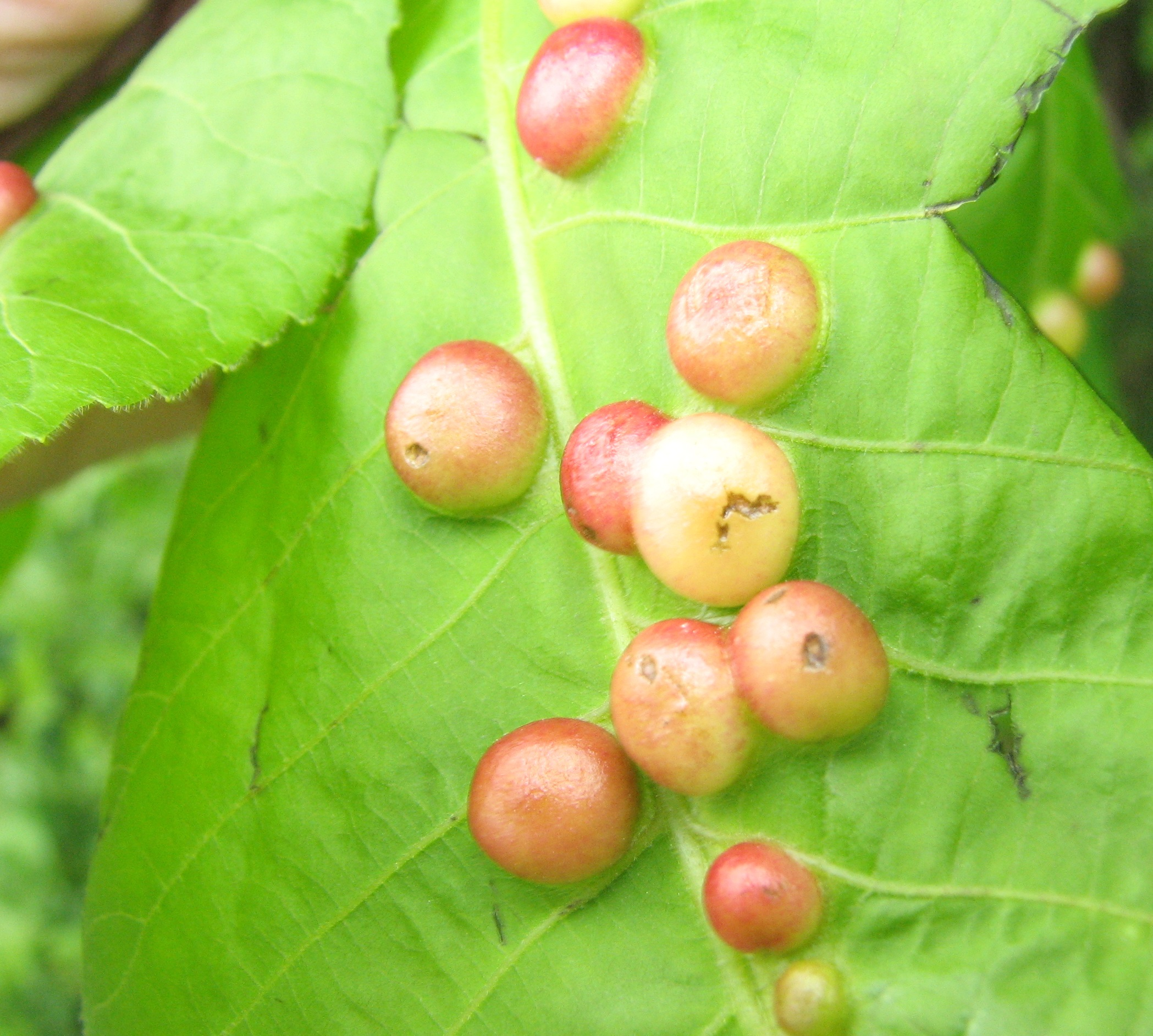
Agallas formadas por Phylloxera caryaeglobuli en hoja de Carya ovata
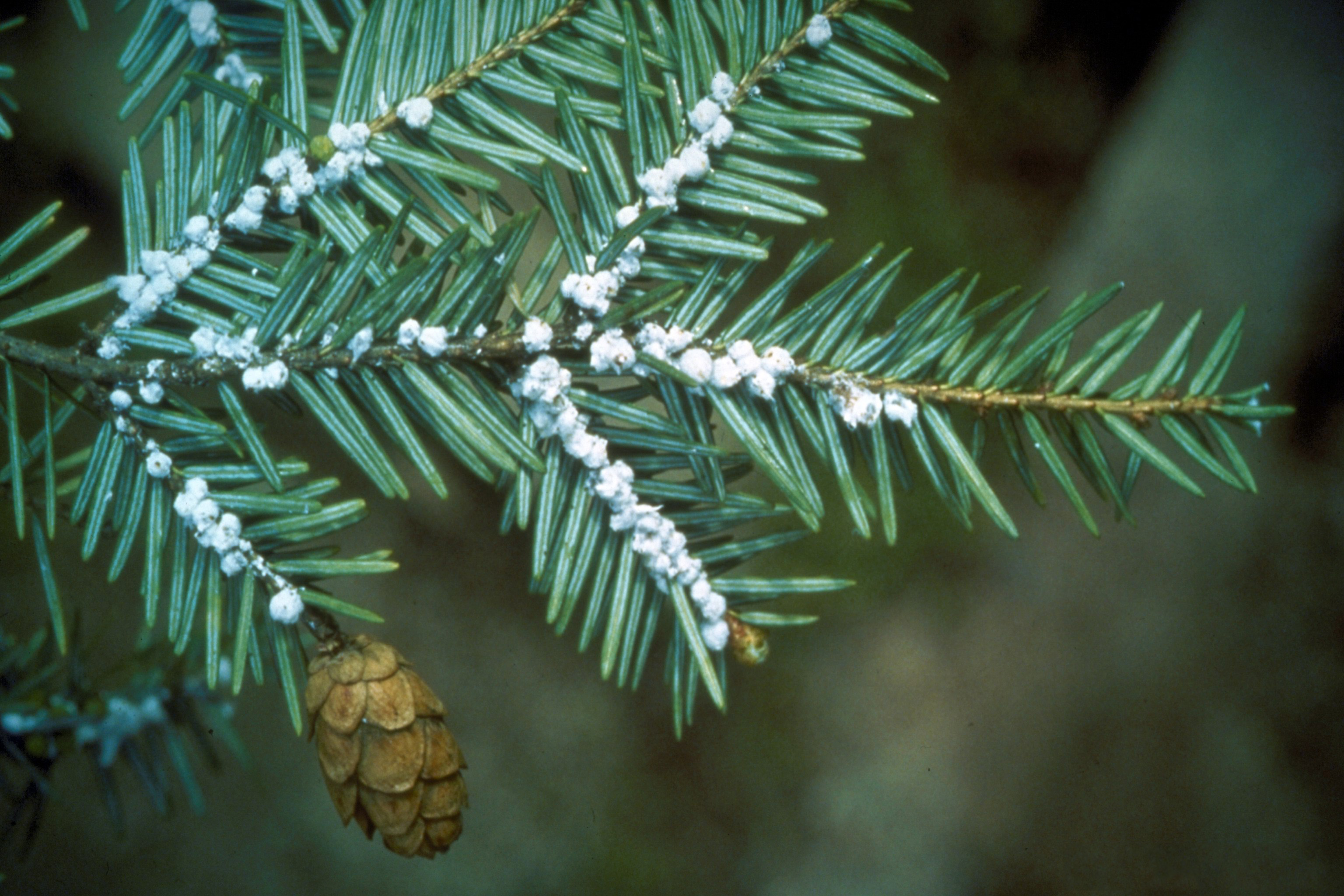
Adelges tsugae en falso abeto, Tsuga
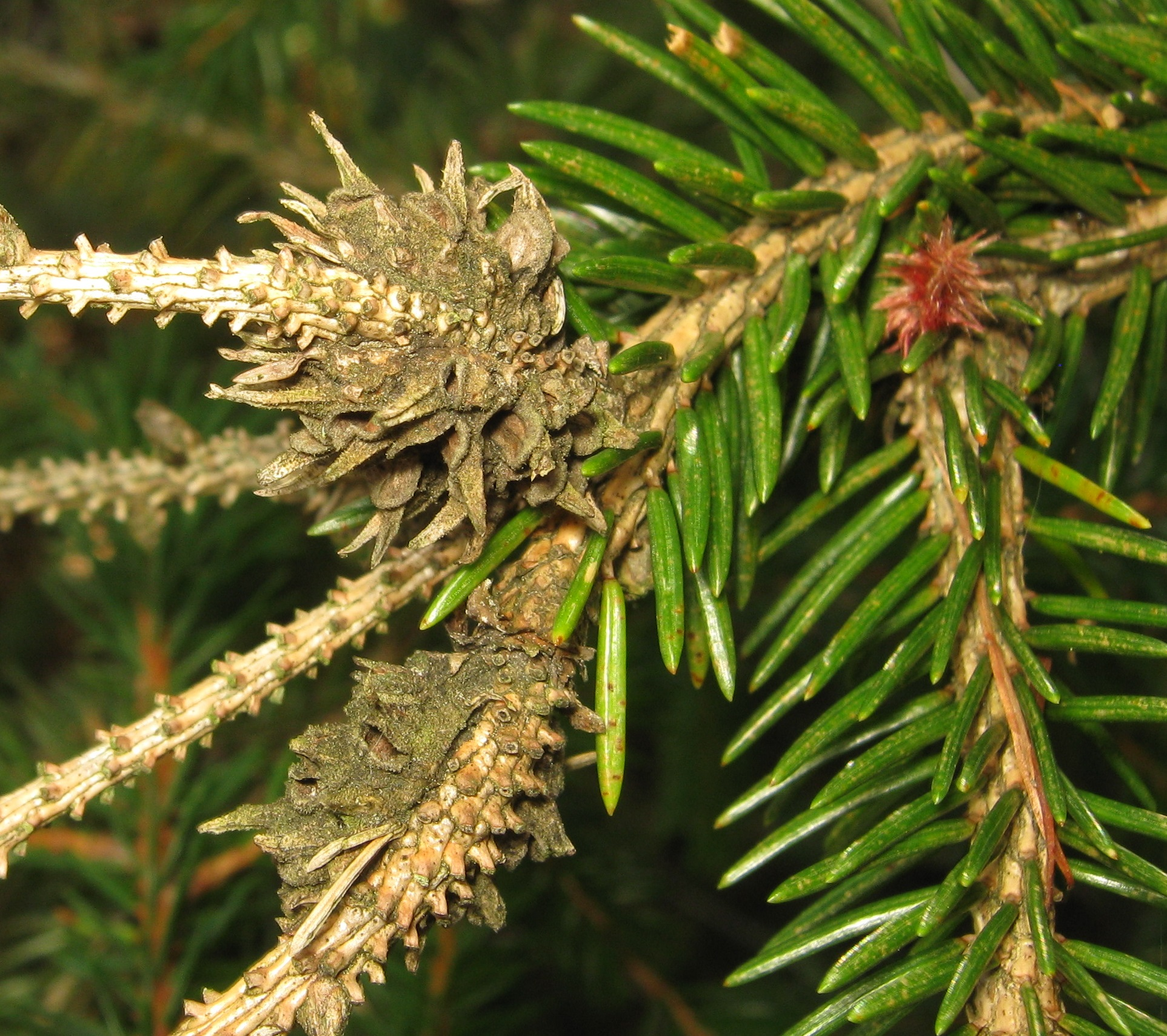
Agallas de Adelges abietis en abeto